# Moquehuá
Moquehuá is een plaats in het Argentijnse bestuurlijke gebied Chivilcoy in de provincie Buenos Aires. De plaats telt 2.223 inwoners.